# Порфира (водоросль)
Порфи́ра (лат. Porphyra) — род морских красных водорослей из семейства бангиевых (Bangiaceae).

## Описание
Гаметофит имеет таллом в виде однослойной или двухслойной пластинки, сужающейся в нижней части в небольшой стебелёк.
Стебелёк переходит в подошву, образованную ризоидами и служащую органом прикрепления водоросли к субстрату.
Растения средних размеров, но нередко достигают в длину метра и более.
Окраска пластинок розово-красная, буроватая или зеленоватая.
Спермации образуются помногу в результате деления содержимого вегетативных клеток.
Карпогон лишь незначительно отличается от вегетативных клеток.
Гаметофит и спорофит способны к саморепродукции за счет формирования моноспор, нитчатая стадия порфиры может размножаться вегетативно — фрагментацией таллома.
Предполагают, что мейоз происходит при образовании проростков из конхоспор.

## Использование
Некоторые виды порфиры съедобны, в странах Востока их употребляют в пищу.
Обжаренная порфира входит в состав классического британского блюда Южного Уэльса — «завтрака шахтера», помимо порфиры включающего в себя яичницу-глазунью, сосиски, обжаренные бекон и половинки томата.
Произвести больше порфир и снабдить ими население — это одно из важных дел для осуществления прижизненных замыслов великих вождей Ким Ир Сена и Ким Чен Ира и для немедленного повышения уровня питания населения.Ким Чен Ын 

## Виды
По данным ITIS, в род Порфира входят следующие виды:
- Porphyra abbotae
- Porphyra amplissima
- Porphyra carnea
- Porphyra cuneiformis
- Porphyra fucicola
- Porphyra hollenbergi
- Porphyra kanakaensis
- Porphyra lanceolata
- Porphyra leucostricta
- Porphyra linearis
- Porphyra miniata
- Porphyra nereocystis
- Porphyra occidentalis
- Porphyra ochotensis
- Porphyra pendula
- Porphyra perforata
- Porphyra porphyra
- Porphyra pseudolanceolata
- Porphyra pseudolinearis
- Porphyra pulchra
- Porphyra purpurea
- Porphyra purpureo-violacea
- Porphyra sanjuanensis
- Porphyra schizophylla
- Porphyra segregata
- Porphyra smithii
- Porphyra tasa
- Porphyra tenera
- Porphyra tenuissima
- Porphyra thuretii
- Porphyra torta
- Porphyra umbilicalis
- Porphyra variegata
- Porphyra yezoensis